# گل محمد دانش نارویی (هیرمند)
کدخدا هیبت خان دانش نارویی یک روستا در ایران است که در استان سیستان و بلوچستان واقع شده‌است.